# 24215 Jongastel
24215 Jongastel este un asteroid din centura principală de asteroizi.

## Descriere
24215 Jongastel este un asteroid din centura principală de asteroizi. A fost descoperit pe 7 decembrie 1999 la Socorro, New Mexico, în cadrul proiectului LINEAR. Asteroidul prezintă o orbită caracterizată de o semiaxă mare de 2,41 ua, o excentricitate de 0,05 și o înclinație de 1,7° în raport cu ecliptica.